# Tomorrow May Not Be Better
Tomorrow May Not Be Better è il primo album del cantautore svizzero Bastian Baker, pubblicato il 9 settembre 2011.

## Tracce
| Track number | Nome                       | Durata |
| ------------ | -------------------------- | ------ |
| 1            | Colorful Hospital          | 3:51   |
| 2            | I'd Sing for You           | 3:32   |
| 3            | Lucky                      | 3:30   |
| 4            | Nobody Shuold Die Alone    | 3:59   |
| 5            | Tomorrow May Not Be Better | 2:58   |
| 6            | I Still Don't Realize      | 4:42   |
| 7            | Having Fun                 | 4:25   |
| 8            | Smile                      | 3:30   |
| 9            | With You Gone              | 4:40   |
| 10           | Planet Earth               | 5:02   |
| 11           | Love Machine               | 4:25   |
| 12           | Song About a Priest        | 7:40   |